# John Barnes Linnett

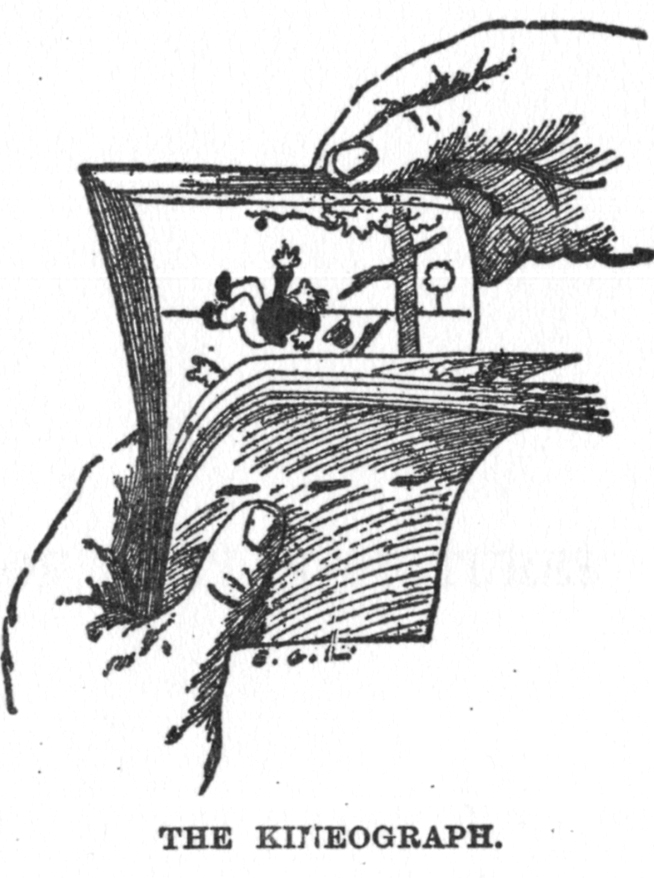
Illustration du kinéographe (1886).

John Barnes Linnett, un imprimeur de lithographie installé proche de Bull Ring à Birmingham en Angleterre. Bien que l'on attribue l'idée du folioscope au français Pierre-Hubert Desvignes, c'est Linnett qui fut le premier à breveter l'invention sous le nom de kinéographe (brevet obtenu le 18 mars 1868). Linnett mourut d'une pneumonie. Sa femme vendit alors le brevet à un américain.